# Andrés Schneiter
Pour les articles homonymes, voir Schneiter.
Andrés Schneiter, né le 8 avril 1976 à Buenos Aires, est un ancien joueur de tennis professionnel argentin.
Il a remporté deux titres ATP en double à Amsterdam et à Umag, ainsi que dix tournois Challenger.

## Palmarès

### Titres en double messieurs
| No | Date       | Nom et lieu du tournoi | Catégorie   | Dotation  | Surface      | Partenaire     | Finalistes                          | Score         |  |
| -- | ---------- | ---------------------- | ----------- | --------- | ------------ | -------------- | ----------------------------------- | ------------- |  |
| 1  | 17-07-2000 | Dutch Open Amsterdam   | Int' Series | 375 000 $ | Terre (ext.) | Sergio Roitman | Edwin Kempes Dennis van Scheppingen | 4-6, 6-4, 6-1 |  |
| 2  | 16-07-2001 | Croatia Open Umag      | Int' Series | 375 000 $ | Terre (ext.) | Sergio Roitman | Ivan Ljubičić Lovro Zovko           | 6-2, 7-5      |  |

### Finale en double messieurs
| No | Date       | Nom et lieu du tournoi | Catégorie   | Dotation  | Surface      | Vainqueurs                    | Partenaire             | Score    |          |
| -- | ---------- | ---------------------- | ----------- | --------- | ------------ | ----------------------------- | ---------------------- | -------- | -------- |
| 1  | 09-09-2002 | Open Romania Bucarest  | Int' Series | 356 000 $ | Terre (ext.) | Jens Knippschild Peter Nyborg | Emilio Benfele Álvarez | 6-3, 6-3 | Parcours |

## Parcours enGrand Chelem

### En simple
N'a jamais participé à un tableau final.

### En double
| Année | Open d'Australie           | Open d'Australie          | Internationaux de France   | Internationaux de France  | Wimbledon                  | Wimbledon               | US Open                    | US Open               |
| ----- | -------------------------- | ------------------------- | -------------------------- | ------------------------- | -------------------------- | ----------------------- | -------------------------- | --------------------- |
| 2001  | 1er tour (1/32) S. Roitman | B. Black D. Prinosil      | 1er tour (1/32) S. Roitman | J. I. Carrasco O. Fukárek | 1er tour (1/32) S. Roitman | J.-L. de Jager J. Stark | 2e tour (1/16) S. Roitman  | M. Bertolini D. Bowen |
| 2002  | 1er tour (1/32) S. Roitman | W. Ferreira I. Kafelnikov | 1/8 de finale S. Roitman   | W. Arthurs P. Hanley      | 1er tour (1/32) S. Roitman | T. Cibulec L. Friedl    | 1er tour (1/32) A. Portas  | P. Pála P. Vízner     |
| 2003  | 1er tour (1/32) J. Acasuso | À. Corretja A. Costa      | 1er tour (1/32) J. Acasuso | R. Sluiter M. Verkerk     | 1er tour (1/32) J. Acasuso | F. Čermák L. Friedl     | 1er tour (1/32) A. Calleri | R. Leach B. MacPhie   |

N.B. : le nom du ou de la partenaire se trouve sous le résultat ; le nom des ultimes adversaires se trouve à droite.

### En double mixte
| Année | Open d'Australie  | Open d'Australie            | Internationaux de France | Internationaux de France | Wimbledon                   | Wimbledon                    | US Open | US Open |
| ----- | ----------------- | --------------------------- | ------------------------ | ------------------------ | --------------------------- | ---------------------------- | ------- | ------- |
| 2001  | -                 | -                           | -                        | -                        | 1er tour Rika Hiraki        | Laura Golarsa Lorenzo Manta  | -       | -       |
| 2002  | -                 | -                           | -                        | -                        | 1er tour Patricia Tarabini  | Evie Dominikovic Ben Ellwood | -       | -       |
| 2003  | 1er tour V. Ruano | D. Hantuchova Kevin Ullyett | -                        | -                        | 1er tour María Vento-Kabchi | Cara Black Wayne Black       | -       | -       |